# آدام بولدر
آدام بولدر (انگلیسی: Adam Bolder؛ زادهٔ ۲۵ اکتبر ۱۹۸۰) بازیکن فوتبال اهل بریتانیا است.
از باشگاه‌هایی که در آن بازی کرده‌است می‌توان به باشگاه فوتبال شفیلد ونزدی، باشگاه فوتبال دربی کانتی، باشگاه فوتبال برتون آلبیون، باشگاه فوتبال کویینز پارک رنجرز، باشگاه فوتبال هال سیتی، باشگاه فوتبال نورث فریبی یونایتد، باشگاه فوتبال میلوال، باشگاه فوتبال هروگیت تاون، و باشگاه فوتبال برادفورد سیتی اشاره کرد.